# Pierre Chatton
Pour les articles homonymes, voir Chatton.
Pierre Chatton, né le 12 décembre 1924 à Lausanne et mort le 26 janvier 2019 au Bouveret, est un musicien, chef de chœur, compositeur et enseignant suisse (vaudois).

## Biographie
Dès l'âge de huit ans il suit dans sa ville natale les cours de solfège et de rythmique d'Angèle Porta, pianiste-compositrice disciple d'Emile Jaques-Dalcroze.
À l'âge de dix ans, Pierre Chatton commence l'étude du violoncelle avec Marguerite Rosse et prend ses premières leçons de piano avec Marguerite André. Grâce à la générosité de son père qui voulait que la table familiale fût ouverte chaque mercredi aux personnalités vaudoises, Pierre Chatton côtoie dès son plus jeune âge des personnalités telles que Ignacy Paderewski, Henryk Opienski, René Morax, Gaston Faravel, Jean Ramuz et les compositeurs Aloÿs Fornerod et Henri Stierlin-Vallon.
De 1936 à 1942, il fait ses études secondaires classiques au collège de l'Abbaye de Saint-Maurice. Il y reçoit aussi un enseignement musical dispensé par les chanoines Louis Broquet et Georges Revaz. L'Abbaye des chanoines réguliers de saint Augustin à Saint-Maurice lui donne le goût du chant grégorien et de la polyphonie vocale. Pierre Chatton fait alors partie de l'orchestre dirigé par Charles Matt comme violoncelliste et il joue aussi du bugle dans la fanfare du collège. En 1942, il revient à Morges et s'inscrit au Conservatoire de Lausanne pour y travailler le violoncelle avec Paul Burger et suivre les cours d'écriture et d'histoire de la musique d'Aloÿs Fornerod. Ce dernier marquera Pierre Chatton, notamment en lui faisant découvrir le langage de la polyphonie et en l'orientant vers la discipline du contrepoint. Il suit encore, de 1943 à 1946, des cours à l'Institut de Ribaupierre auprès du violoncelliste Hermann Hertel pour la musique de chambre et Lydia Opienska-Barblan pour le chant.
Dès la réouverture des frontières, Pierre Chatton vit à Paris où il acquiert une formation supérieure à l'École César-Franck qui avait succédé en 1935 à la Schola cantorum de Vincent d'Indy. Dans cette école, il obtient ses diplômes de contrepoint et de composition avec Guy de Lioncourt, d'harmonie avec Yves Margat et de direction avec Marcel Labey. Il termine aussi ses études de violoncelle avec Edwige Bergeron, de musique de chambre avec Jeanne Barbillion, de chant grégorien avec Jean de Valois et de direction avec chorale avec le chef de chœurs René Alix.
À Paris, Pierre Chatton fait partie de la Chanterie Sainte-Anne et il est membre de l'orchestre Renaissance ainsi que de celui des tournées d'André Baugé, baryton de l'Opéra-Comique. Il exerce ensuite, de 1948 à 1950, les fonctions de maître de chapelle des Jésuites à Paris où il succède au Père Joseph Gélineau. Il se consacre également à plusieurs travaux de musicologie notamment sur Joseph Bodin de Boismortier, André Campra, Marc-Antoine Charpentier, Élisabeth Jacquet de la Guerre et Pancrace Royer. En 1950, Pierre Chatton retourne en Suisse romande et s'établit à Morges puis à Lutry. Il devient maître de chapelle de Notre-Dame du Valentin à Lausanne et fonde, en 1953, un groupe choral professionnel, Motet et Madrigal avec lequel il défend les maîtres de la polyphonie des 15e et 16e siècles français et italiens. Il crée ensuite le Puy de musique de Saint-Sulpice, une série de concerts donnés de l’Ascension à la Pentecôte qu’il dirige durant 20 ans, soit jusqu'en 1974, en laissant toujours une place aux compositeurs suisses. Pierre Chatton est aussi professeur, il enseigne notamment à l'Institut de Ribaupierre, aux Conservatoire de Montreux, au lycée-collège de la Planta à Sion et il dirige l'École de musique de Thonon. Il prend la tête de nombreuses formations chorales, notamment en Valais où il dirige le Chœur mixte de Saint-Léonard, les chœurs d'hommes de Ayent, de Chamoson, de Fully et le Chœur de Dame de Sion.
Mais c'est naturellement la composition qui occupe la part la plus significative de la carrière de Pierre Chatton. Le catalogue de ses œuvres révèle qu'il est resté un artiste profondément attaché à la tradition française : constituée en majeure partie de partitions vocales et d'inspiration religieuse d'une grande unité de style, l'œuvre de Pierre Chatton contient également plusieurs pièces de musique de chambre (quatuors à cordes, cuivres, mélodies pour voix et piano ou pour voix et orchestre à cordes). Parmi les titres les plus importants figurent le Te Deum pour chœur mixte et ensemble instrumental (sur un texte d'Agrippa d'Aubigné), la Cantate de Noël (sur un texte d'André Patrick) pour récitant, chœur mixte et sept instruments, l'Arioso Père adorable pour baryton, chœur mixte, corde et célesta (sur un texte de Patrice de La Tour du Pin), Les Liturgies intimes (sur des poèmes de Paul Verlaine) et enfin, principale partition pour orchestre, le Concerto Grosso pour orchestre à cordes, écrit en hommage à Corelli. Un fonds Pierre Chatton est constitué à la section des archives musicales de la Bibliothèque cantonale et universitaire - Lausanne en 1998.

## Sources
1. ↑  « Avis de décès - Pierre CHATTON », sur hommages.ch, 28 janvier 2019 (consulté le 31 janvier 2019)
2. ↑  Pierre Chatton sur le Dictionnaire Historique de la Suisse

- « Pierre Chatton », sur la base de données des personnalités vaudoises sur la plateforme « Patrinum » de la Bibliothèque cantonale et universitaire de Lausanne.
- Jean-Louis Matthey, « Chatton, Pierre » dans le Dictionnaire historique de la Suisse en ligne, version du 14 juillet 2005.
- Jean-Louis, Matthey, "Pierre Chatton : héritier de la pensée polyphonique de la pré-Renaissance" in : Revue musicale suisse, 2001, N° 5, p. 7
- Guy de, Lioncourt, "La place du motet et du madrigal dans l'histoire de la musique" in: Revue musicale de Suisse romande, 1953/1, p. 7
- Jean-Louis Matthey, Pierre Chatton, note biographique et liste des œuvres musicales, Lausanne, BCU, 2001